# 铁凌
铁凌（学名：Hopea exalata），为龙脑香科坡垒属下的一个植物种，仅分布于中国海南岛甘什岭。
目前很多资料将本种视为无翼坡垒（Hopea reticulata）的同物异名。